# 船尾站 (福岡縣)
船尾站（日语：／ Funao eki */?）是位於福岡縣田川市大字弓削田2800番，九州旅客鐵道（JR九州）的後藤寺線車站。車站編號為JJ05。

## 歷史
- 1922年（大正11年）2月5日 - 九州產業鐵道（後來為產業水泥鐵道（日语：産業セメント鉄道））此站至起行站（現已廢止）之間開通，此貨運車站啟用[1][2]。
- 1926年（大正15年）7月15日 - 此站至赤坂炭坑之間開通。開始旅客業務（為一般車站）[2]。
- 1943年（昭和18年）7月1日 - 產業水泥鐵道（日语：産業セメント鉄道）被收購（被國有化），此站成為後藤寺線的車站[3]。
- 1987年（昭和62年）4月1日 - 伴隨國鐵分割民營化，車站由九州旅客鐵道（JR九州）營運[4][5][6]。

## 車站構造
車站是一座地面車站，設有1面1線的單式月台。。曾經此站設有裝載石灰石的設施，當時有許多機車在站內停泊。現時此站是無人車站。
此站曾經設有兩層高的車站大樓。由於車站周邊曾經設有水泥工場，工場所積聚的灰塵使車站大樓外牆變成純白色，在鐵路迷界中廣為人知。

## 車站周邊
車站鄰近許多水泥工場。
- 日本郵政田川船尾郵局
- 田川市立船尾小學
- 船尾神社
- 大山祇神社
- 麻生水泥船尾礦山
- 關之山礦山

## 輸送量、收入
| 年度 | 九州產業→產業水泥 | 九州產業→產業水泥 | 九州產業→產業水泥 | 九州產業→產業水泥 |
| 年度 | 旅客（人）        | 貨物（公噸）      | 旅客（日圓）      | 貨物（日圓）      |
| ---- | ----------------- | ----------------- | ----------------- | ----------------- |
| 1924 |                   | 129,201           |                   | 21,412            |
| 1928 | 42,025            | 210,183           | 2,786             | 26,242            |
| 1931 | 27,076            | 223,076           | 3,205             | 112,748           |
| 1935 | 112,809           | 1,393,571         | 11,125            | 312,684           |

參考

## 相鄰車站
九州旅客鐵道（JR九州）
 後藤寺線
■快速
通過
■普通
筑前庄內（JJ04）－船尾（JJ05）－田川後藤寺（JJ06）

## 注腳
1. 1 2 3 4 5 6  . 週刊JR全駅・全車両基地 (朝日新聞出版). 2012-09-23, (07): 27 （日语）.
2. 1 2 3  弓削信夫. . 葦書房. 1993-10-15: 175–176. ISBN 4751205293.
3. ↑  鐵輪，p.113。
4. ↑  『交通年鑑 昭和63年版』 交通協力會，1988年3月。
5. ↑  今村都南雄 『民営化の效果と現実NTTとJR』 中央法規出版，1997年8月。ISBN 978-4805840863
6. ↑  鐵輪，p.181。
7. ↑  福岡縣統計書各年度版

## 外部連結
- 船尾（車站資訊） - 九州旅客鐵道（日語）